# Pas Taiheiyō
Pas Taiheiyō (jap. 太平洋ベルト Taiheiyō-beruto; dosł. „Pas Pacyficzny”) – określenie japońskiego megalopolis rozciągającego się od południowego Kantō do północnej części Kiusiu, tzn. od prefektury Ibaraki do prefektur Fukuoka i Ōita, o długości ok. 1200 km. 

Główne regiony metropolitalne Pasa Pacyficznego

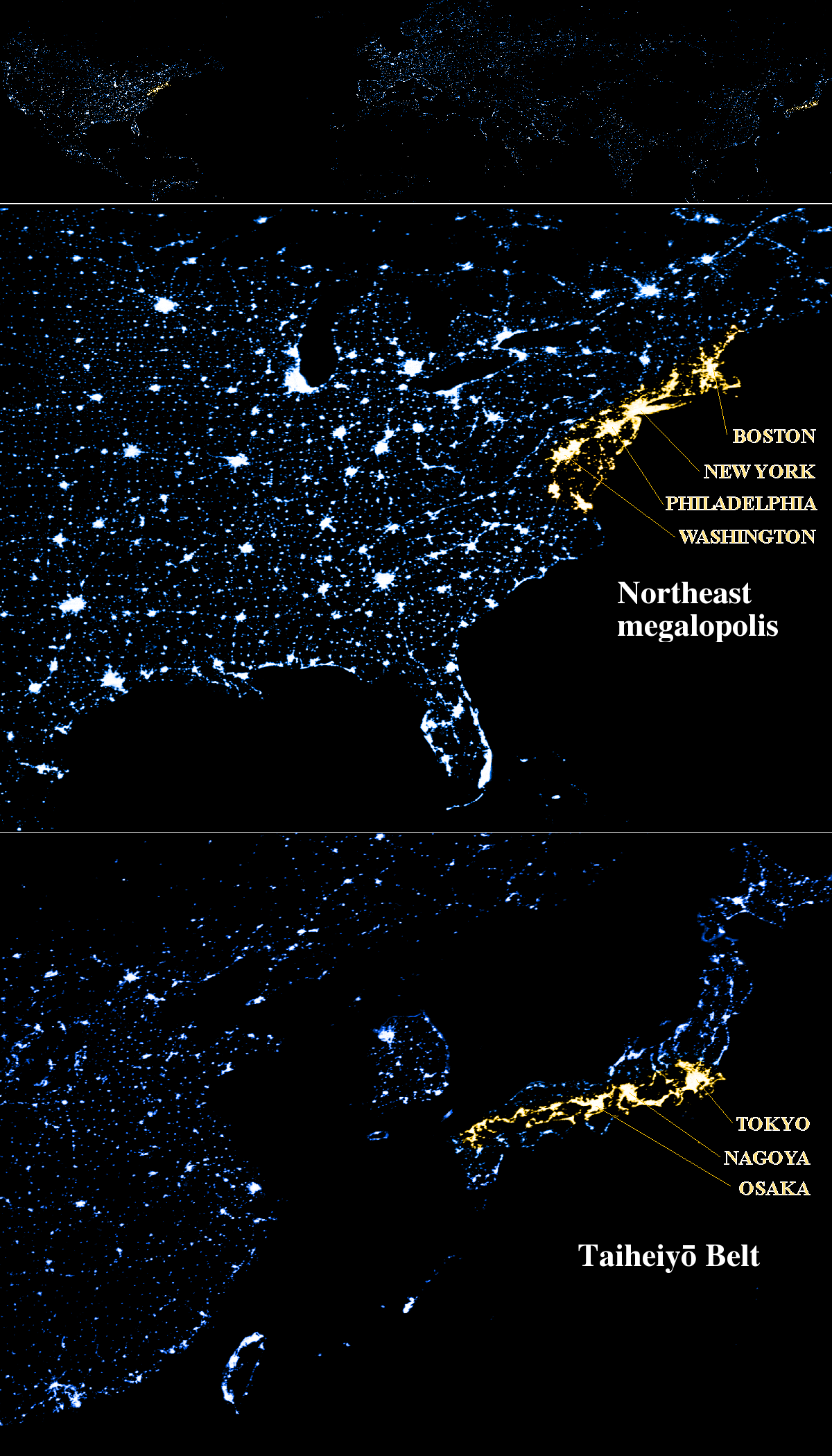
Porównanie megalopolis BosWash (u góry) i Pasa Taiheiyō (u dołu)

Zabudowa miejska i ośrodki przemysłowe ciągną się wzdłuż wybrzeży Pacyfiku, a następnie poprzez całe Morze Wewnętrzne (Seto-naikai) i jego wybrzeża, tworząc region Setouchi. Aby ułatwić transport i współpracę pomiędzy miastami i ośrodkami przemysłowymi, w pasie tym stworzono linie pociągów ekspresowych Shinkansen (linie: Tōkaidō, San'yō) i autostrady. Obszar ten zamieszkiwany jest przez ok. 83 mln ludzi. 
Główne miasta to m.in.: Saitama, Chiba, Tokio, Jokohama, Shizuoka, Hamamatsu, Nagoja, Kioto, Kobe, Osaka, Tsu, Himeji, Okayama, Hiroszima, Takamatsu, Matsuyama, Kitakiusiu, Fukuoka oraz Ōita.
Pierwotnie były cztery okręgi, które zapoczątkowały rozwój japońskiego przemysłu (od wschodu na zachód): Keihin (nazywany także Regionem Tokio-Jokohama), Chūkyō, Hanshin, Kitakyūshū.
W Kitakiusiu powstała w 1901 roku pierwsza w Japonii huta (Yahata Seitetsu-sho). Istniejące tam pokłady węgla doprowadziły do rozwoju przemysłu stalowego. Na wybrzeżach Osaki i Kobe od dawien dawna powstawały porty, co doprowadziło do rozwoju eksportu i powstania Regionu Przemysłowego Hanshin. Natomiast region Chūkyō odniósł wielki sukces dzięki dynamicznej rozbudowie przemysłu samochodowego i sięgnięciu po czołowe miejsce w świecie w tej branży. Region Keihin rozpoczął w 1913 roku produkcję dużych statków według własnych metod, co z kolei doprowadziło do stałej rozbudowy przemysłu stoczniowego i wielkich portów.

## Galeria

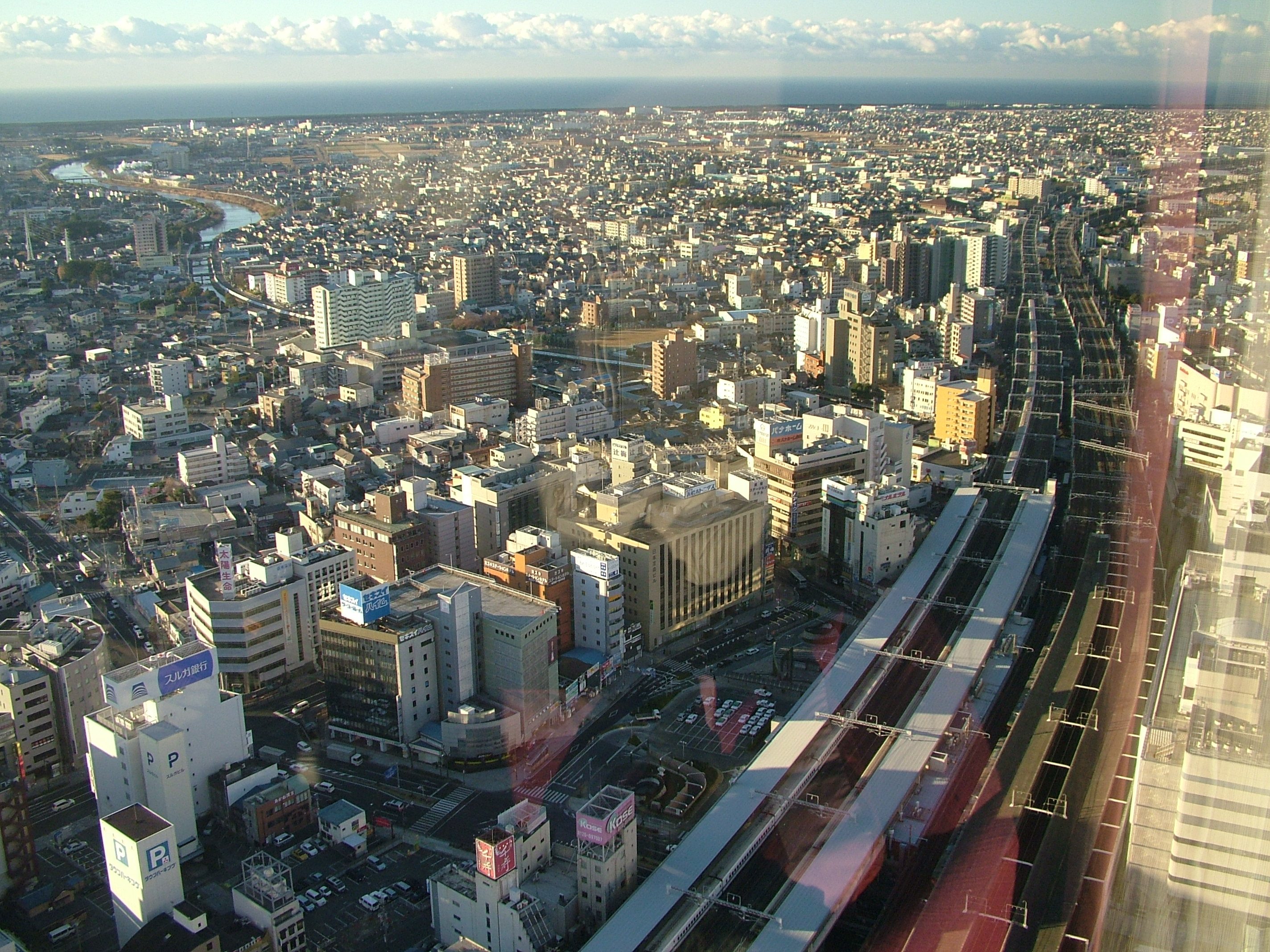
Hamamatsu, widoczne tory linii Tōkaidō Shinkansen
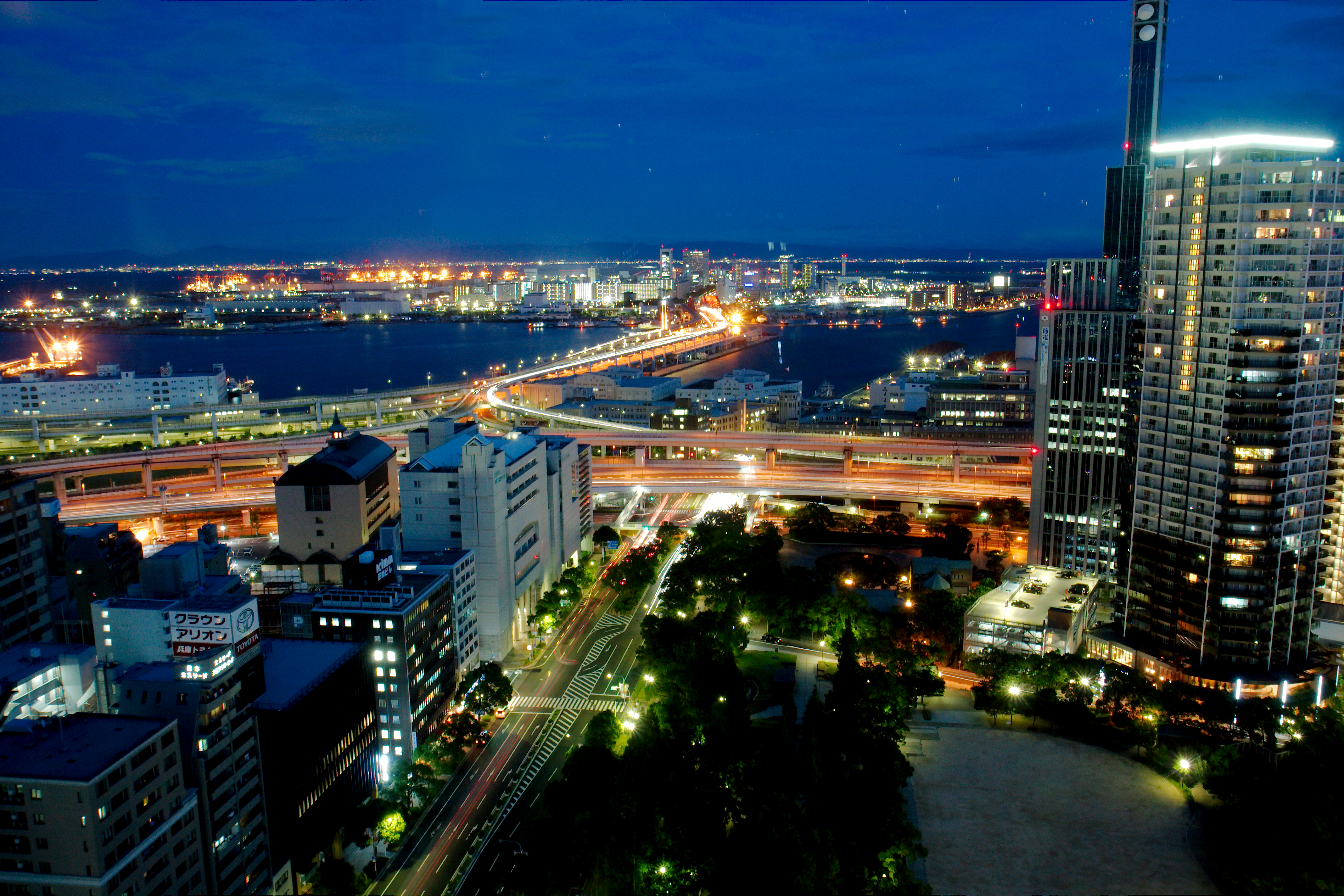
Kobe
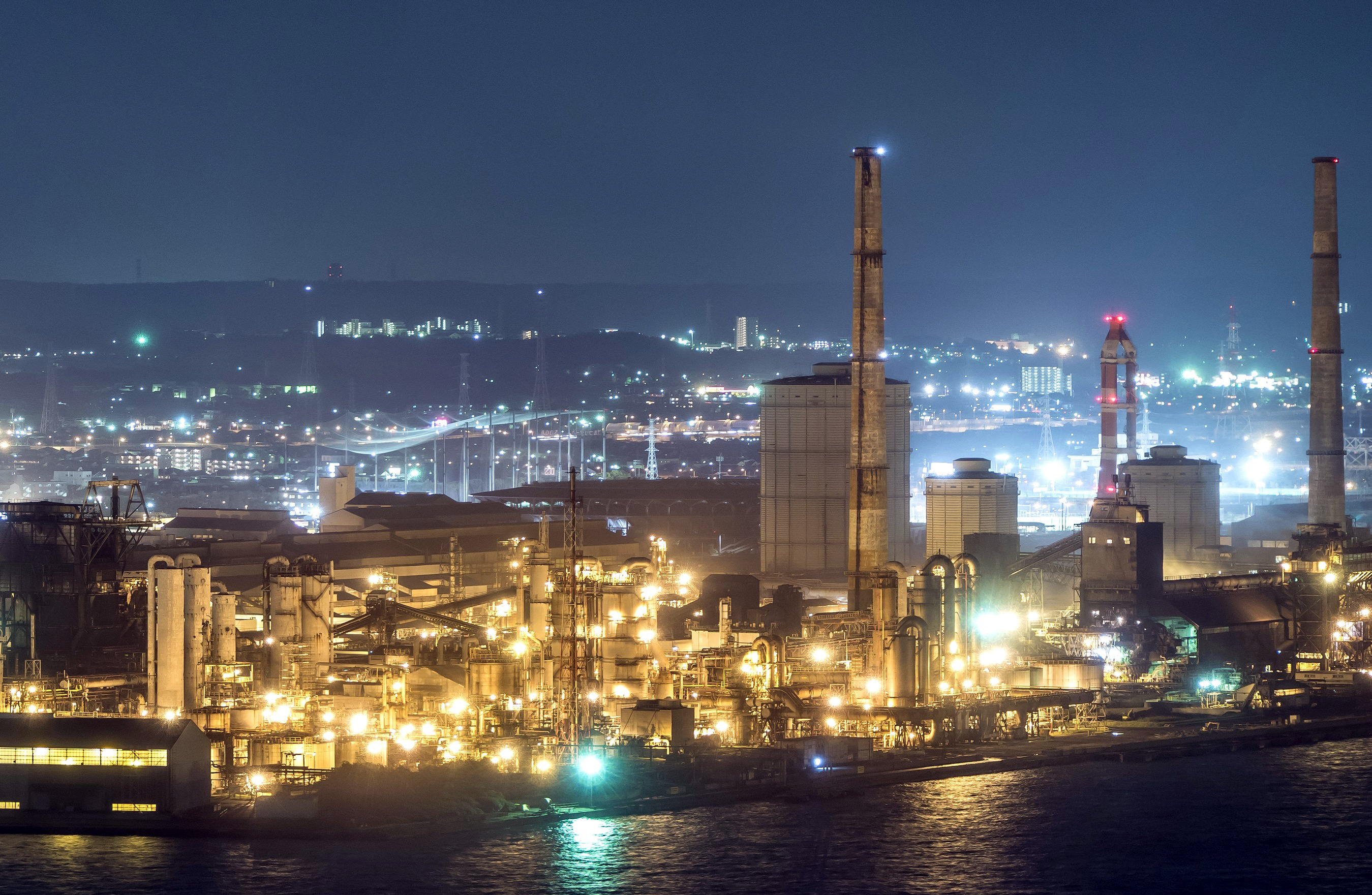
Port Chiba
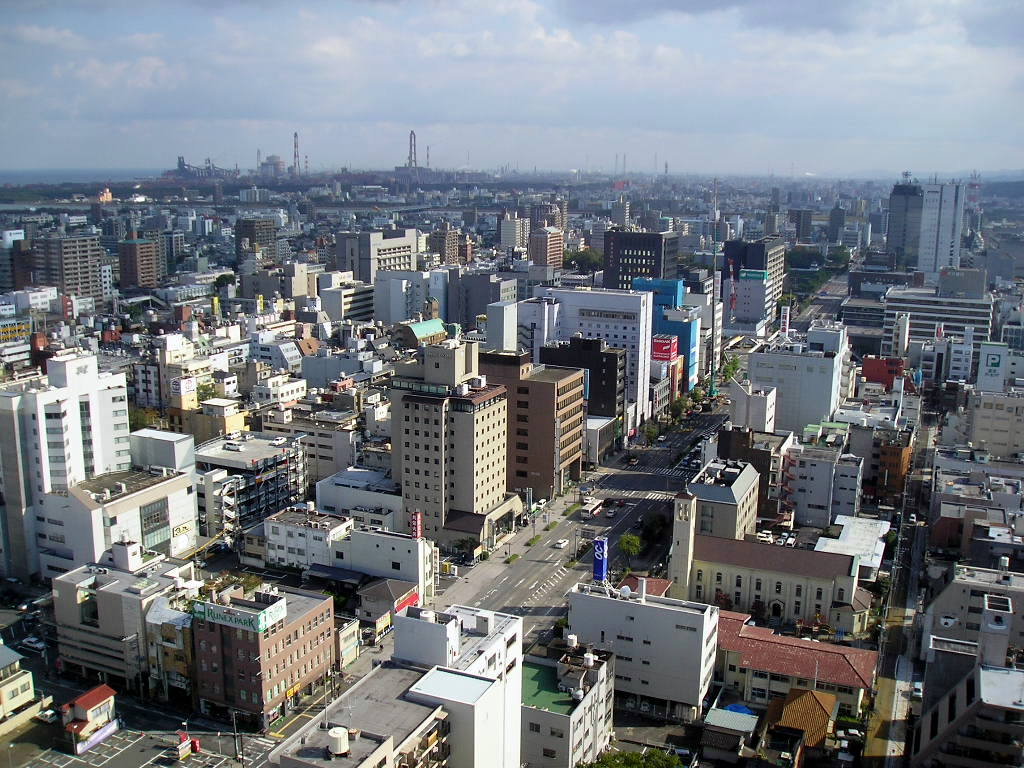
Ōita